# Željka Antunović

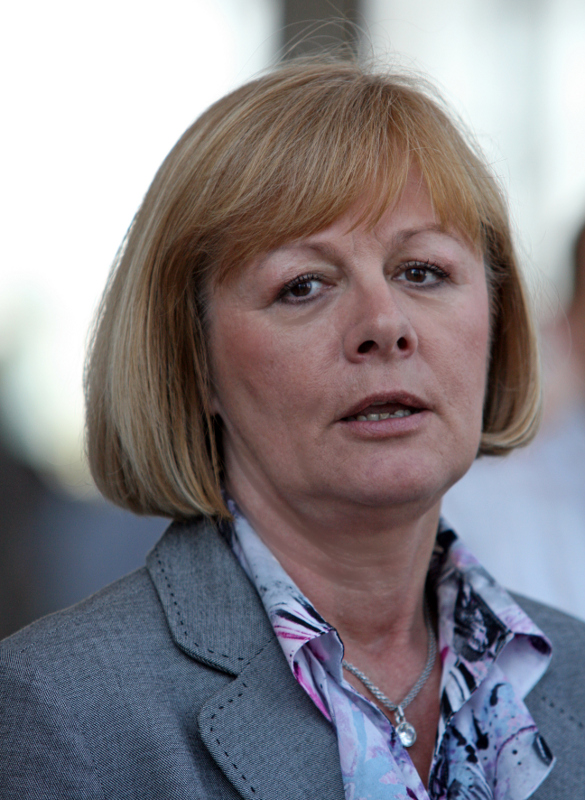
Željka Antunović (2011)

Željka Antunović (* 15. September 1955 in Virovitica, SFR Jugoslawien) ist eine kroatische Politikerin (SDP). Von Juli 2002 bis Dezember 2003 war sie als erste Frau Verteidigungsministerin in der kroatischen Regierung.

## Berufsweg
Željka Antunović absolvierte 1979 ein Studium des Außenhandels an der Universität Zagreb. Sie studierte Organisation und Management in Zagreb und an der Kennedy School of Government der Harvard University. Anschließend arbeitete sie 14 Jahre im Finanzmanagement in verschiedenen Bereichen der Wirtschaft und der Stadt Zagreb. Im Jahr 1991 war Antunović an einem Projekt beteiligt um 14 städtische Wohnungsbau- und Kommunalunternehmen in ein Unternehmen zusammenzulegen. Sie war Beraterin und Redakteurin einer Fachzeitschrift für Rechnungswesen, Finanzen und Wirtschaftsprüfung.

## Politik
Antunović war 16 Jahre lang Berufspolitikerin. Sie war Mitglied und Vizepräsidentin des Kroatischen Parlaments, Präsidentin des Aufsichtsrats der Kroatischen Lotterie und strategische und operative Leiterin des Rentenreformprojekts der Republik von 2000 bis 2002.
Željka Antunović wurde im Januar 2000 stellvertretende Premierministerin im Kabinett von Ivica Račan. Im zweiten Kabinett übernahm sie am 30. Juli 2002 zusätzlich das Amt der Verteidigungsministerin von Jozo Radoš (HSLS). Nach der Wahlniederlage der Mitte-links-Koalition wurde sie am 23. Dezember 2003 durch Berislav Rončević (HDZ) abgelöst. Bei der Reorganisation des Verteidigungsministeriums und der Streitkräfte hat sie innerhalb eines Jahres das Zivil- und Militärpersonal um 10.000 Mitarbeiter reduziert.
Als Vize-Präsidentin der Socijaldemokratska partija Hrvatske (SDP) wurde Antunović im Frühjahr 2007 amtierende Parteichefin der HDZ in der Nachfolge des unheilbar erkrankten Ivica Račan. Bei der ordentlichen Wahl auf dem Parteitag im Juni 2007 unterlag sie Zoran Milanović im zweiten Wahlgang.
Seit dem Rückzug aus der aktiven Politik arbeitet Antunović als Unternehmensberaterin für Strategien und Investitionen.